# Mein ist die Rache
Mein ist die Rache er en tysk stumfilm fra 1916 af Rudolf Meinert.

## Medvirkende
- Hans Mierendorff som Harry Higgs
- Herr Forstner som Löwe
- Erna Flemming
- Alice Ferron
- Marie von Buelow